# Frontera entre Armenia y Azerbaiyán
La frontera entre Armenia y Azerbaiyán es la frontera internacional que separa a Armenia de Azerbaiyán. El exclave de Najicheván limita con Armenia al norte y este. Los lugares habitados más septentrionales de la frontera entre Armenia y Azerbaiyán son Kamarli de lado azerí y Berdavan del lado armenio. Los lugares más habitados del sur son Ganza y Agarak, respectivamente. Las carreteras europeas E002 y E117 cruzan la frontera.
La frontera moderna entre Armenia y Azerbaiyán sigue ampliamente el de las repúblicas soviéticas de Armenia y de Azerbaiyán, pero ahora está cerrada debido al conflicto del Alto Karabaj. El Ministerio de Asuntos Exteriores de Azerbaiyán dijo que podría considerar reabrir su frontera con Armenia en caso de avanzar en el conflicto.

## Características
La frontera está constituida dos partes diferentes:
- El segmento principal entre ambos países mide 566 km y está ubicado al este del Armenia. Inicia al norte al trifinio formado con las fronteras Armenia-Georgia y Azerbaiyán-Georgia. Termina al sur con un segundo trifinio constituido de las fronteras Armenia-Irán y Azerbaiyán-Irán, ubicado sobre el río Aras (38° 52′ 06″ N, 46° 32′ 05″ E);
- El segundo segmento tiene una longitud de 121 km  y está ubicado al sur del Armenia y la separa de Najicheván, un exclave azerí separado del resto del país. Inicia al oeste al nivel del trifinio formado con las fronteras Armenia-Turquía y Azerbaiyán-Turquía. Termina al sudeste por otro trifinio Armenia-Irán y Azerbaiyán-Irán ubicado igualmente sobre el río Aras, pero esta vez aquí a 35 km más allá del tramo que forma la frontera principal.

Hay igualmente:
- Tres enclaves azeríes ocupados en territorio armenio:

Barjudarli - Sofulu y Yujari Askipara en el noreste de Armenia, y Karki al norte de Najicheván.
- Un enclave armenio ocupado en territorio azerí:

Artsvashen, un pueblo al noroeste de Azerbaiyán.

## Después de laSegunda Guerra de Karabaj
El 23 de abril de 2023 Azerbaiyán estableció un puesto de control en la frontera con Armenia en la carretera de Lachín, iniciando un bloqueo al enclavede Artsaj.
Tras la Tercera Guerra de Karabaj la frontera se extendió de facto al antiguo límite con la república de Artsaj. Además, fue iniciado el proceso de delimitación y demarcación de fronteras a Bakú y Ereván.
En marzo de 2024, el primer ministro armenio, Nikol Pashinyan, dijo que estaba dispuesto a devolver unilateralmente cuatro no enclaves ocupados por Armenia (Bajo Askipara, Baghanis Ayrum, Gizilhajili y Kheyrimli). El 19 de abril de 2024, Armenia acordó entregar las aldeas a Azerbaiyán, lo que sucedió el 24 de mayo de 2024.